# Guy Jorré
Guy Jorré (* 16. August 1927 in Douai; † 15. November 2019 in Champigny-sur-Marne) war ein französischer Regisseur.

## Leben und Karriere
Guy Jorré wurde 1927 in Douai (Nord) geboren. Er ist der Cousin und Pate der Schauspielerin Claude Jade. Während der Schauspielausbildung spielte Claude Jade in Guy Jorrés TV-Krimi Le crime de la rue de Chantilly die Rolle der Lily. Guy Jorré war mit der Schauspielerin Annick Allières verheiratet.

## Filmografie (Auswahl)
- 1967: Le Crime de la rue de Chantilly, mit Claude Jade
- 1972: Vater Goriot (Le Père Goriot), mit Charles Vanel, Barbara Laage
- 1974: Josse (nach Marcel Aymé), mit Jacques Dufilho
- 1975: Frontières, mit Alain Claessens, Simone Rieutor
- 1976: Une place forte, mit Ivan Desny, Barbara Laage
- 1979: Le Roi Muguet, mit Jacques Dufilho, Annick Allières
- 1980: Le Séqueste, mit François Dunoyer
- 1981: Der Narr auf der Brücke (Le fou du viaduc)
- 1981: Ce monde est merveilleux, mit Dora Doll
- 1981: Le Bouffon, mit Fernando Rey, Françoise Dorner
- 1983: Tante Blandine, mit Renée Faure, André Falcon
- 1984: Die Sonne der anderen, mit Jacques Dufilho, Paul Barge
- 1992: Die Stadt im Wald mit Edward Meeks, Annick Allières
- 1994: Un ange passe, mit Renée Faure, Annick Allières